# BAW
Beijing Automobile Works Co., Ltd., (BAW) är en kinesisk biltillverkare, bildad 1953. BAW ägs sedan 2023 av företaget Shandong Weiqiao Pioneering Group, men har tidigare bland annat haft statliga BAIC som ägare. Bilarna säljs under namnet BAW, men företaget har tidigare använt sig av bilmärkena Jinggangshan och Dongfanghong.
Modellen BAW Yuanbao lanserades på den svenska markanden 2023 under namnet Tace P1. I Rumänien lanserades den samma år under namnet Allview CityZEN.

## Bilmodeller i urval
- BAW Brumby
- BAW Yuanbao (på vissa marknader kallad Pony)